# Майский (Ярославская область)
Ма́йский — посёлок сельского типа Назаровского сельского округа Назаровского сельского поселения Рыбинского района Ярославской области.
Посёлок расположен на северо-восток от микрорайона Слип города Рыбинск. Посёлок стоит на краю обширного поля, окружающего город, к северу и востоку от него начинаются леса. Через него в направлении на северо-восток проходит одна из дорог, связывающих Рыбинск с Арефино. Другая дорога, следующая на северо-запад выходит к деревне Сельцо. К на небольшом расстоянии северу от посёлка стоит деревня Большое Троицкое, а к северо-западу деревня Малое Троицкое.
На 1 января 2007 года в деревне числилось 160 постоянных жителей. Городское почтовое отделение Рыбинск-9 обслуживает в посёлке 32 дома.